# Горгонь, Ежи
Е́жи Па́вел Го́ргонь (пол. Jerzy Paweł Gorgoń; 18 июля 1949, Забже, Польша) — польский футболист, защитник.
Олимпийский чемпион 1972 года, бронзовый призёр чемпионата мира 1974 года, серебряный призёр Олимпийских игр 1976 года, участник чемпионата мира 1978 года.

## Карьера

### Клубная
Воспитанник клуба «Микульчице», с 1967 года играл в «Гурнике» (Забже). В составе «Гурника» Ежи Горгонь дважды становился чемпионом Польши и пять раз подряд выигрывал Кубок Польши, в Первой лиге провёл 220 матчей и забил 17 мячей. В сезоне 1969/70 добрался вместе с «Гурником» до финала Кубка кубков. В 1973 году Горгонь был признан лучшим футболистом Польши по версии журнала Sport.
В 1980 году перешёл в швейцарский «Санкт-Галлен», в котором и завершил карьеру по окончании сезона 1982/83.

### В сборной
В 1970-е годы Ежи Горгонь был одним из ведущих игроков сборной Польши. В юношескую сборную привлекался ещё будучи игроком «Микульчице», а в главной команде дебютировал 23 сентября 1970 года во встрече со сборной Ирландии. В сборной играл до 1978 года, выходил на поле в 55 матчах, забил 6 мячей. Принял участие во всех успехах команды Казимежа Гурского: золото Олимпиады в Мюнхене в 1972 году, победа над англичанами на «Уэмбли» в октябре 1973 года, бронза чемпионата мира 1974 года, серебро Олимпиады в Монреале в 1976 году. Горгонь входил в заявку сборной и на чемпионате мира в Аргентине, но сменивший Гурского Яцек Гмох не включил его в состав на первый матч второго группового раунда против хозяев чемпионата, многие эксперты позже называли неучастие в матче Горгоня ошибкой со стороны тренера и причиной поражения. После этого Ежи Горгонь за сборную не выступал.

## Достижения
- Бронзовый призёр чемпионата мира: 1974
- Олимпийский чемпион: 1972
- Серебряный призёр летних Олимпийских игр: 1976
- Финалист Кубка обладателей кубков: 1969/70
- Чемпион Польши (2): 1970/71, 1971/72
- Обладатель Кубка Польши (5): 1967/68, 1968/69, 1969/70, 1970/71, 1971/72
- Обладатель Кубка польской лиги: 1977/78[2]
- Бронзовый призёр чемпионата Швейцарии: 1982/83
- Финалист Кубка швейцарской лиги: 1981/82
- Обладатель награды «Золотые Бутсы»: 1973

## После окончания карьеры
Завершив игровую карьеру, Горгонь пытался стать тренером, работал с молодёжью и резервным составом «Санкт-Галлена», а впоследствии — в футбольной академии в Госсау.
В настоящее время живёт со своей семьёй в Швейцарии, избегает встреч не только с журналистами, но и с бывшими партнёрами по «Гурнику» и сборной Польши.